# Henri d’Escoubleau du Coudray-Montpensier

Wappen der Familie Escoubleau de Sourdis

Henri d’Escoubleau († 22. Oktober 1688), Marquis du Coudray-Montpensier, war ein französischer Adliger und Militär, der in den Rang eines Lieutenant-général des Armées du Roi befördert wurde.

## Leben
Henri d’Escoubleau war der zweite Sohn von Claude d’Escoubleau, Seigneur du Coudray-Montpensier, und Charlotte Pot de Fontmorand.
1641 wurde er zum Capitaine im Régiment d’Harcout cavalerie ernannt. 1642 diente er in Italien, bei der Belagerung von Ivrea, der Hilfe für Chivasso, der Belagerung von Cuneo, sowie im Roussillon bei Collioure, Perpignan und Salses. 1643 kämpfte er in der Schlacht bei Rocroi (19. Mai), Belagerung und Eroberung von Thionville (Juni–August) und Sierck, 1645 nahm er an der Einnahme von Cassel, Mardyck, Lynck, Bourbourg, Menen, Béthune, Lillers und Saint-Venant teil, 1646 von Kortrijk, Bergues (Juli/August) und Dünkirchen (September/Oktober).
Er war Premier Capitaine und Major seines Regiments geworden, als er am 12. Oktober 1646 ein Kavallerieregiment seines Namens aufstellte. 1647 diente er bei der Belagerung von La Bassée und Lens (August), 1648 bei der Belagerung und Einnahme von Ypern, der Schlacht bei Lens (20. August) und der Eroberung von Veurne, 1649 bei der Belagerung von Cambrai, sowie der Belagerung und Eroberung von Condé.
Am 25. Mai 1650 wurde er zum Maréchal de camp befördert und kämpfte anschließend in Guyenne und bei der Unterwerfung von Bordeaux. Am 16. Juni 1655 wurde er zum Lieutenant-général des Armées du Roi ernannt.
Als Angehöriger der Armee des Marschalls La Ferté nahm er 1656 an der Belagerung von Landrecies, Condé, Saint-Guilain und Valenciennes (bis 16. Juli) teil, 1657 von Montmédy. 1658 kämpfte er bei der Belagerung von Dünkirchen und der damit zusammenhängenden Dünenschlacht (Juni), dann bei den Belagerungen von Bergues (Juli), Diksmuide, Veurne, Gravelines, Oudenaarde, Menen und Ypern im gleichen Jahr.
Am 18. April 1661 wurde sein Regiment aufgelöst.
Am 29. Juni 1665 heiratete er Madeleine de Malesset (~ 6. Juni 1632; † nach 1696), Tochter von Charles de Malesset und Claude de Sabrevois. Die Ehe blieb kinderlos. Er starb am 22. Oktober 1688.